# Сант'Еђидио ала Вибрата
Сант'Еђидио ала Вибрата (итал. Sant'Egidio alla Vibrata) је насеље у Италији у округу Терамо, региону Абруцо.
Према процени из 2011. у насељу је живело 7753 становника. Насеље се налази на надморској висини од 235 м.

## Становништво
Према резултатима пописа становништва 2011. у општини је живело 9.668 становника.
| 1931. | 1936. | 1951. | 1961. | 1971. | 1981. | 1991. | 2001. | 2011. |
| ----- | ----- | ----- | ----- | ----- | ----- | ----- | ----- | ----- |
| 4.288 | 4.486 | 4.867 | 5.041 | 5.686 | 7.018 | 8.004 | 8.817 | 9.668 |